# Graždanskaja oborona
Graždanskaja oborona (česky: Občanská obrana či Civilní obrana; rusky Гражданская оборона; v anglické transliteraci Grazhdanskaya oborona; ve zkratce: ГрОб; GrOb, což také znamená rakev, v přeneseném smyslu hrob nebo hrobku) byla jedna z prvních skupin ze Sovětského svazu a Ruska působící v žánru Psychedelický rock a Punk rock. Počátkem devadesátých let pak skupina směřuje spíše k shoegaze, texty jejího čelného představitele, Igora Letova jsou tou dobou už více metafyzické než politické. 
Punk možná začal v Londýně, ale nejodvážnějším rebelem byl Letov a jeho následovníci. Když v 80. letech začínali, vyhýbali se diletantské ironii dalších anti-establishment kapel ve prospěch surového násilí a bezohledné konfrontace vůči jednotvárnosti Sovětského svazu a nudného optimismu Gorbačovovy Perestrojky. Každou kapelu, každého disidenta zanechal v prachu, což mu nikdy neodpustili. Letov sám byl ztělesněním toho, čemu Eduard Limonov říká ruský maximalismus – tendence zacházet do extrémů
```
"И телевизор с потолка свисает,
И как хуево мне - никто не знает."
[
2
]
```

"the television is hanging from the ceiling,
and no one knows how fucking low I'm feeling"
```
               
Janka Ďagileva v písni 
Печаль моя светла

               z alba Некрофилия, 1987
```

## Historie

### Vznik, první roky
V roce 1982, založil osmnáctiletý básník a muzikant Igor Letov se svým přítelem Konstantinem Rjabinovem kapelu jménem Posev (anglicky: The Sowing, česky: Výsev). V roce 1984 se pak Posev přetransformoval do skupiny Graždanskaja oborona. Kapela připravovala album, ale antiautoritářský postoj a otevřeně politické texty zapříčnily to, že se na ně zaměřila KGB. „Matka našeho druhého kytaristy byla úřednice ve straně, poslouchala naše nahrávky, poté přišla ke KGB se slovy ‚Soudruzi, můj syn je zapojen do anti-sovětské organizace‘,“ poznamenal Letov Na podzim roku 1985 byl Letov uvězněn v zařízení pro duševně choré a Rjabinov povolán do armády, přestože měl nemocné srdce. Letov byl propuštěn v březnu 1986, ihned začal skládat hudbu. Letov vystupoval sám za sebe, zatímco ostatní muzikanti vystupovali převážně pod pseudonymy. Původní členové GrOb museli podepsat místopřísežné prohlášení, že se od Letova budou držet dál. V letech 1986 a 1987 nahrál několik alb ve špatné kvalitě na audiokazety, hrál na všechny nástroje sám, vydal je přes magnitizdat pod názvem Graždanskaja oborona. Byl to přímočarý garážový punk-rock / post-punk s mírnými reggae vlivy a s podivnými, zdánlivě iracionálními texty, inspirovanými ruskou futuristickou poezií.

### 1987–1990
V roce 1987 byl Letov vyzván k vystoupení na Novosibirském rockovém festivalu (konal se 10.–13. dubna 1987). „Neměli jsme dokonce ani hrát“, řekl Letov, „ale Zvuki Mu nepřišla, a Murzin navrhl, že budeme hrát místo toho.“. Hrál se svými přáteli Olegem a Jevgeniem Liščenkovými z místní kapely Pik Klakson pod záměrně provokativním názvem Адольф Гитлер (Adolf Hitler). Když se Letov vrátil domů, zjistil, že se ho úřady chystají znovu uzavřít do psychiatrické léčebny. Okamžitě opustil město a se svým tehdejším partnerem – kolegou sibiřské písničkářky Janky Ďagilevy – strávil celý rok v úkrytu, pohyboval se autostopem po celé zemi až do té doby, než bylo v prosinci 1987 trestní stíhání díky pomoci Letovových příbuzných zastaveno.
V zimě roku 1988 se vrátil domů a nahrál další tři alba, znovu seskupil kapelu a vyjeli na turné po celém SSSR. V roce 1989 vydala Graždanskaja oborona čtveřici alb (Война – Válka, Армагеддон-Попс – Armageddon Pops, Здорово и вечно – Výborně a věčně (lze přeložit též jako Zdravě a věčně) a Русское поле экспериментов – Ruské pole experimentů), často považovaných za to nejlepší z jejich tvorby. Letovovy texty byly více komplikované, inspirované existencialistickou filosofií a literaturou (zejména pak ruským spisovatelem Andrejem Platonovem). Některé písně (např. Насекомые a Армагеддон-Попс), ukazují jeho zájem o sibiřský folklór a předkřesťanskou víru.
Ve stejném roce Igor Letov, Konstantin Rjabinov a Oleg Sudakov založili konceptuální, vedlejší projekt Коммунизм (Komunismus), ve kterém kombinovali kýčovité sovětské umění a sovětskou stalinistickou poezií s experimenty z oblasti hudebního stylu noise.
Po koncertu v Tallinnu 13. dubna 1990 skupina Graždanskaja oborona kvůli Letovovým obavám ze změny v komerční, kvazi-alternativní projekt ukončila činnost pod dosavadním názvem.
Igor Letov, Konstantin Rjabinov a Igor Ževtun poté (v roce 1990) založili společný psychedelicko rockový projekt Jegor i Opizděněvšije. Nahráli a vydali dvě alba: Прыг-Скок – Hop Hop (nahráno v roce 1990, vydáno v roce 1992) a Сто лет одиночества – Sto roků samoty (nahráno v letech 1991–1992, vydáno v roce 1993); obě byla znovu vydána v roce 2005. V roce 2002 ještě vyšlo v malém nákladu album Психоделия Tomorrow – Psychedelie Tomorrow/Zítra. Roku 1990, označil Letov alba Русское поле экспериментов – Ruské pole experimentů a Прыг-Скок – Hop Hop za svou nejlepší dosavadní práci.

### 1993–1997
V roce 1993 se Graždanskaja oborona znovu sešla a opět začala hrát živě. Nic nového však až do roku 1997 nevydala. V roce 1996 byly jen remasterovány všechny dosavadní nahrávky pro oficiální, kazetové vydání.

Jako nejvýznamnější představitel sibiřského rocku byl Letov zdrojem mnoha rozporů. Některé jeho výroky byly neslučitelné s jeho dřívějšími prohlášeními. V raných 90. letech se připojil k Nacionálně bolševické straně Ruska, a to navzdory jeho dřívějšímu silnému odporu vůči despotismu a nacionalismu. V roce 1999 ale odešel a distancoval se od politiky jako takové. Ve svém rozhovoru pro Rolling Stone Russia, Letov řekl: 
„Ve skutečnosti jsem byl anarchistou vždy – stále jsem. Teď se ale spíše zajímám o ekologické aspekty současného anarchismu, eko-anarchismus je to, kam poslední dobou směřuji.“
V roce 1999, po svém prvním americkém turné, opustil kapelu z osobních důvodů Konstantin Rjabinov. V prosinci téhož roku zemřel jejich tehdejší kytarista Jevgenij Pjanov po pádu z okna svého bytu potom, co celou noc pil. Letov přivedl nového kytaristu – Alexandra Česnakova a přizval také jeho manželku Natalii Čumakovu, aby doprovázela na baskytaru.

### 2000–2008
V roce 2002 Letov vydává Звездопад (Zvezdopad = Hvězdopád), nostalgické album obsahující přezpívané písně ze sovětské éry. Na počátku milénia nahrálo alba, kterými vzdali poctu právě GrOb, mnoho ruských kapel. GrOb vydala dvě úspěšná alba, roku 2004 Долгая Счастливая Жизнь – Dlouhý šťastný život a v roce 2005 album Реанимация – Resustitace.

Poté, co v roce 2004 na koncertě GrOb v Jekatěrinburgu ubil skinhead jiného chlapce k smrti, Igor Letov a jeho skupina na svých stránkách zveřejnili krátké prohlášení ohledně událostí v Jekatěrinburgu:
„Patrioti, ne nacisti, totalitáři vlevo i vpravo všemožných barev, běžte do prdele, nespojujte prosím Váš puch s našimi aktivitami“
Letovovo poslední album Зачем снятся сны? (Proč se zdají sny?) bylo vydáno roku 2007. V rozhovoru v lednu 2008, Letov řekl, že toto album by mohlo být jeho posledním. Bylo nahráno jako obvykle v Grob Studiu, ale nepodobá se těm z dřívější produkce. Je mnohem jasnější, podle Letova dokonce zářící. Na tomto albu se objevuje méně písní s tématy tragédie a vzteku než v těch předchozích, nevyskytují se v něm žádná hrubá slova. Letovův hlas zní přirozeně a klidně.

## Hudební styl
Zatímco jejich dřívější práci (1984–1988) lze popsat jako minimalistický post-punk s nahrávkami v nízké kvalitě s špinavým, garážovým zvukem (ačkoli spousta písní z let 1987–1988 nesla známky reggae), v pozdních 80. letech kapela směřovala spíše k noise rock a industriální hudbě, občas čerpali inspiraci z ruských lidových melodií. V 90. letech se hudba GrOb stala jasnější a více hymnickou, zahrnující prvky shoegaze a psychedelického rocku. Některá pozdější alba (například Звездопад – Zvezdopad – Hvězdopád) lze řadit i do art rocku. Letov byl velkým fanouškem garážového a psychedelického rocku 60. let, mezi jeho oblíbené kapely patřila Love, The Seeds, The Monks. Dále pak Butthole Surfers, The Residents, Sonic Youth, kapely z klubu CBGB jako byly Ramones, Television a Psychic TV. V únoru 2007, prohlásil Letov v interview:
„V pozdních 80. letech jsem poslouchal pouze noise a industriál, kapely jako Einstürzende Neubauten, Test Dept, Throbbing Gristle, SPK, The Young Gods. Takovou hudbu stále respektuji, poslouchám ji ale čas od času, ne tak často.“ Při otázce na současnější hudbu, kterou má rád, odvětil: „Japonské psychedelické kapely jako Acid Mothers Temple, Mainliner, Green Milk from the Planet Orange, švýcarský feministický kabaretní soubor Les Reines Prochaines, argentinskou experimentální kapelu Reynols a Marshmallow Overcoat.“ Řekl také, že jeho oblíbenými rockovými básníky jsou Mark E. Smith, Bob Dylan a Patti Smith.

## Složení kapely

### Původní složení
- Igor Letov – zpěv, kytara
- Natalia Čumakova  – klávesy
- Alexandr Česnakov – kytara
- Pavel Peretolčin – baskytara

### Všichni členové kapely
- Konstantin „Kuzya UO“ Rjabinov – baskytara, kytara, klávesy, bicí, zpěv, doprovodný zpěv, zvukové efekty (1984–1985, 1988, 1989–1990, 1993–1999)
- Andrej „Boss“ Babenko – kytara (1984–85)
- Valerij „Val“ Rožkov – flétna (1986)
- Oleg „Baby“ Liščenko – kytara, zpěv (1987) †
- Jevgenij „Ežen“ Liščenko – baskytara, zpěv (1987) †
- Igor „Jeff“ Ževtun – kytara (1988–1989, 1989–1990, 1993–2000, 2004–2005)
- Arkadij Klimkin – bicí (1988–90)
- Oleg „Manager“ Sudakov – zpěv, doprovodný zpěv (1988; jeden ze zakladatelů projektu Komunismus)
- Janka Ďagileva – doprovodný zpěv (1988, 1989, 1990) †
- Dmitrij Selivanov – kytara (1988) †
- Jevgenij „John Double“ Dějev – baskytara (1988) †
- Igor Starovatov – baskytara (1988)
- Sergej Zelenskij – baskytara (1989)
- Alexandr „Ivanyč“ Rožkov – flétna (1993)
- Arkadij Kuzněcov – baskytara (1994)
- Alexandr „Phantom of the Opera“ Andrjuškin – bicí (1994, 1997–2005)
- Jevgenij „Machno“ Pjanov – baskytara, kytara (1995–1999) †
- Anna Volkova – bicí, klávesy, elektrické housle, doprovodný zpěv (1995–1997)
- Jevgenij „Jackson“ Kokorin – kytara (1997)
- Sergej Letov – saxofón (2000–2004)

## Řadová alba
- Zkažená mládež : 1985
- Optimismus : 1985
- Past na myši : 1987
- Dobře!! : 1987
- Totalita : 1987
- Nekrofilie : 1987
- Rudé album : 1987
- Vše jde podle plánu : 1988
- Vzhledem k tomu : 1988
- Boj s podnětem : 1988
- Takhle se kalila ocel : 1988
- Nevolnost : 1989
- Písně radosti a štěstí : 1989
- Válka : 1989
- Skvěle a věčně : 1989
- Armageddon-Pops : 1989
- Ruské pole experimentů : 1989
- Pokyny pro přežití : 1990
- Slunovrat : 1997
- Nesnesitelná lehkost bytí : 1997
- Hvězdný podzim : 2000
- Dlouhý šťastný život : 2004
- Reanimace : 2005
- Měsíc revoluce : 2005
- Přípustná zátěž nicoty : 2005
- Proč se zdají sny? : 2007